# کوزوگودن (ایغدیر)
کوزوگودن (به ترکی استانبولی: Kuzugüden) یک منطقهٔ مسکونی در ترکیه است که در ایغدیر واقع شده‌است. کوزوگودن ۲۷۷ نفر جمعیت دارد و ۸۷۶ متر بالاتر از سطح دریا واقع شده‌است.